# Characoma malaisei
Characoma malaisei är en fjärilsart som beskrevs av Emilio Berio 1973. Characoma malaisei ingår i släktet Characoma och familjen trågspinnare. Inga underarter finns listade i Catalogue of Life.